# Angara (flod)
Angara (tidigare: Övre Tunguska, ryska: Ангара́) är en flod i Irkutsk oblast och Krasnojarsk kraj i södra Sibirien i Ryssland. Floden är 1 779 kilometer lång och dess avrinningsområde täcker en 1 040 000 km² stor yta. Den är utlopp från Bajkalsjön och Jenisejs näst viktigaste biflod, efter Nedre Tunguska. Angara rinner genom den södra delen av det centralsibiriska höglandet.
Angara rinner ur Bajkalsjöns sydvästra ände vid Listvjanka, nära Irkutsk. Sjön får sitt vatten främst från Selenga, som rinner upp i Mongoliet, samt från den mindre Övre Angara, som mynnar ut i norra delen av sjön, och Barguzin. Angara fortsätter norrut och sedan västerut, för att slutligen mynna ut i Jenisej vid staden Strelka. Angaras viktigaste biflod är Tasejeva (som bildas av floderna Birjusa och Tjuna); andra tillflöden är Irkut, Oka, Ija, Ilim, Kova, Tjadobets och Irkenejeva.
Viktigare städer längs floden är Irkutsk, Angarsk, Usolje-Sibirskoje, Bratsk och Ust-Ilimsk. Angara är farbar mellan Irkutsk och Bratsk. Den är en av världens främsta källor till hydroelektrisk ström, tack vare att den skär genom platåbasalt, vilket resulterar i en stor mängd forsar.

## Vattenkraftsdammar
- Irkutskdammen (56 meters fallhöjd)[1]
- Bratskdammen (106 meters fallhöjd; reservoarens yta är på 5 500 km²)[1]
- Ust-Ilimskdammen (90 meters fallhöjd)[1]
- Bogutjandammen vid Kodinsk

Sammanlagt uppnås en total effekt för dessa på 8 380 MW. Regleringarna av floden antas ha lett till variationer i Bajkalsjöns vattenstånd som skadat fiskbestånden.